# Stanisław Tarnowski
Stanisław Tarnowski, född 7 november 1837 i Tarnobrzeg, död 31 december 1917 i Kraków, var en polsk greve, litteraturhistoriker och politiker. 
Tarnowski uppsatte 1866 i Kraków den ansedda tidskriften "Przegląd polski", i vilken det konservativa partiets program utvecklades under den satiriska titeln "Tęka Stanczyka" (se Stańczyk). Han invaldes 1867 i galiziska lantdagen, sedan i österrikiska riksrådet. År 1869 blev han filosofie doktor, 1871 professor i litteraturhistoria vid Jagellonska universitetet i Kraków och 1873 ledamot av Krakóws vetenskapsakademi, vars president han var till sin död. 
I sin politik hade Tarnowski länge ledningen inom det konservativa partiet. Hans författarskap röjer stor beläsenhet och utmärks för synnerligen klar, elegant stil, men lider av en viss ensidighet i den historiska uppfattningen. Hans förnämsta arbeten är Studja do historii literatury polskiej (1886–88; ny upplaga 1888–93), Henryk Rzewuski (1887), Zygmunt Krasiński (1893) och Historija literatury polskiej (sex delar, 1903–07). Dessutom monografier över bland andra Aleksander Fredro, Juliusz Słowacki, Jan Matejko och Julian Klaczko samt en förtjänstfull redigering av Zygmunt Krasińskis verk. År 1895 trycktes i två delar hans Studja polityczne.